# Функції Лежандра
Функції Лежандра Pλ, Qλ та приєднані функції Лежандра Pμ
λ, Qμ
λ є узагальненнями поліномів Лежандра для нецілих індексів.

## Означення
Функції Лежандра визначаються для будь-яких комплексних параметрів та аргументів через гіпергеометричні функції
{\displaystyle P_{\lambda }^{\mu }(z)={\frac {1}{\Gamma (1-\mu )}}\left[{\frac {1+z}{1-z}}\right]^{\mu /2}\,_{2}F_{1}(-\lambda ,\lambda +1;1-\mu ;{\frac {1-z}{2}}),\qquad {\text{for }}\ |1-z|<2}
де {\displaystyle \Gamma } — гамма-функція, а {\displaystyle _{2}F_{1}} — гіпергеометрична функція.
{\displaystyle Q_{\lambda }^{\mu }(z)={\frac {{\sqrt {\pi }}\ \Gamma (\lambda +\mu +1)}{2^{\lambda +1}\Gamma (\lambda +3/2)}}{\frac {e^{i\mu \pi }(z^{2}-1)^{\mu /2}}{z^{\lambda +\mu +1}}}\,_{2}F_{1}\left({\frac {\lambda +\mu +1}{2}},{\frac {\lambda +\mu +2}{2}};\lambda +{\frac {3}{2}};{\frac {1}{z^{2}}}\right),} для {\displaystyle |z|>1.}.
Вони є розв'язками рівняння
{\displaystyle (1-x^{2})\,y''-2xy'+\left[\lambda (\lambda +1)-{\frac {\mu ^{2}}{1-x^{2}}}\right]\,y=0,\,}